# District de Tikkurila
Le district de Tikkurila (en finnois : Tikkurilan suuralue) est un district de Vantaa une des principales villes de l'agglomération d'Helsinki en Finlande.

## Description
Tikkurila est connu notamment pour sa gare, la plus importante à Vantaa et son Centre scientifique Heureka.
Le district de Tikkurila est divisé en dix quartiers:
| N° , | Nom          | Habitants (31.12.2020) | Superficie (km²) | Densité (1.1.2015) (h/km²) | Emplois (31.12.2013) |
| ---- | ------------ | ---------------------- | ---------------- | -------------------------- | -------------------- |
| 66   | Hakkila      | 1 367                  | 4,7              | 294                        | 4 802                |
| 69   | Helsingin pk | 137                    | 0,7              | 203                        | 101                  |
| 60   | Hiekkaharju  | 5 348                  | 1,5              | 3 334                      | 457                  |
| 62   | Jokiniemi    | 5 778                  | 2,1              | 2 361                      | 2 180                |
| 68   | Koivuhaka    | 2 655                  | 3,7              | 541                        | 4 994                |
| 64   | Kuninkaala   | 2 856                  | 3,2              | 902                        | 2 008                |
| 67   | Ruskeasanta  | 4 170                  | 2,4              | 1 777                      | 326                  |
| 65   | Simonkylä    | 8 123                  | 2,2              | 3 594                      | 873                  |
| 61   | Tikkurila    | 6 519                  | 1,0              | 5 483                      | 7 098                |
| 63   | Viertola     | 7 358                  | 1,6              | 3 992                      | 1 488                |
| 4    | Total        | 44 311                 | 23,1             | 1 739                      | 24 327               |

## Galerie

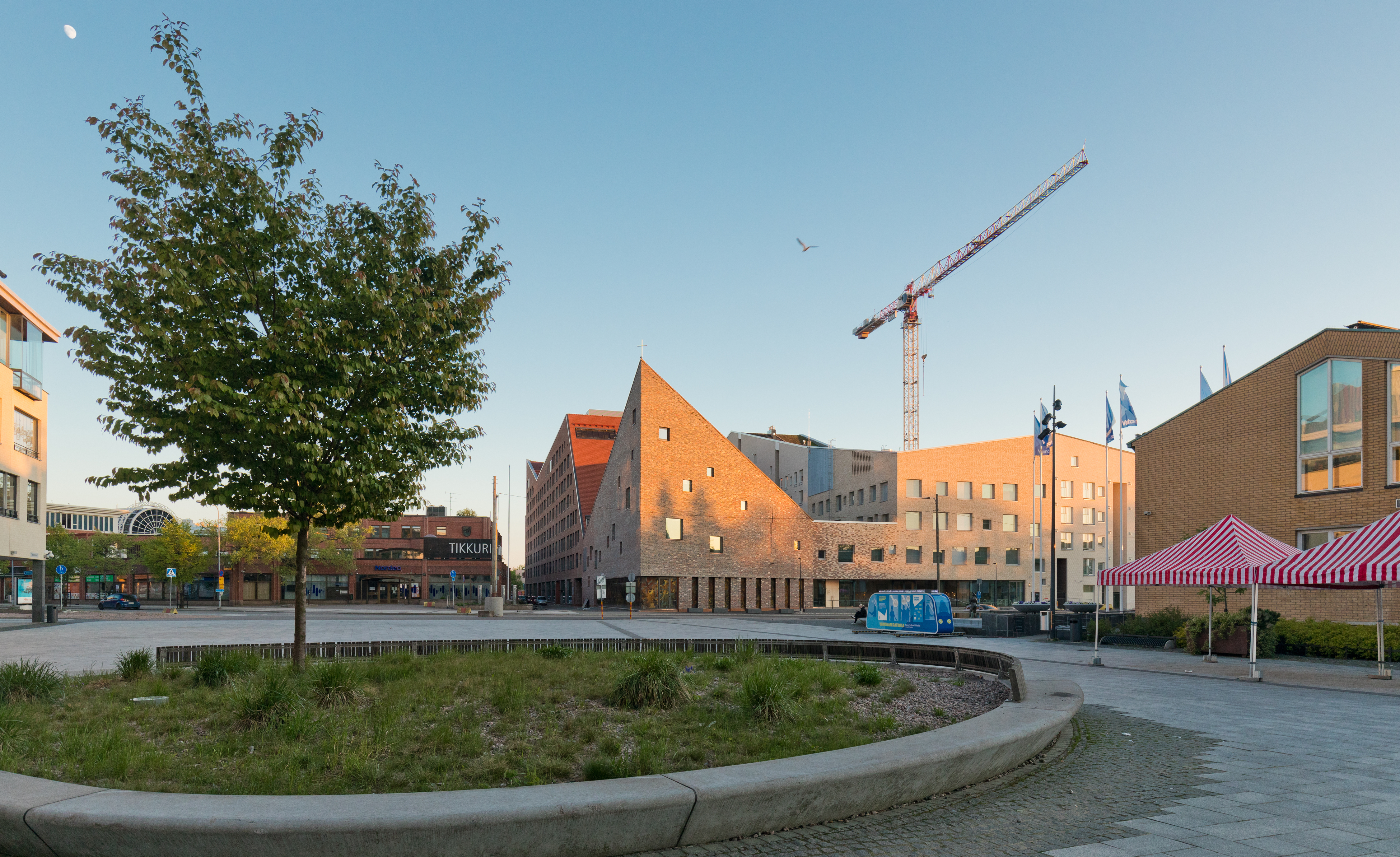
Tikkurilantori.
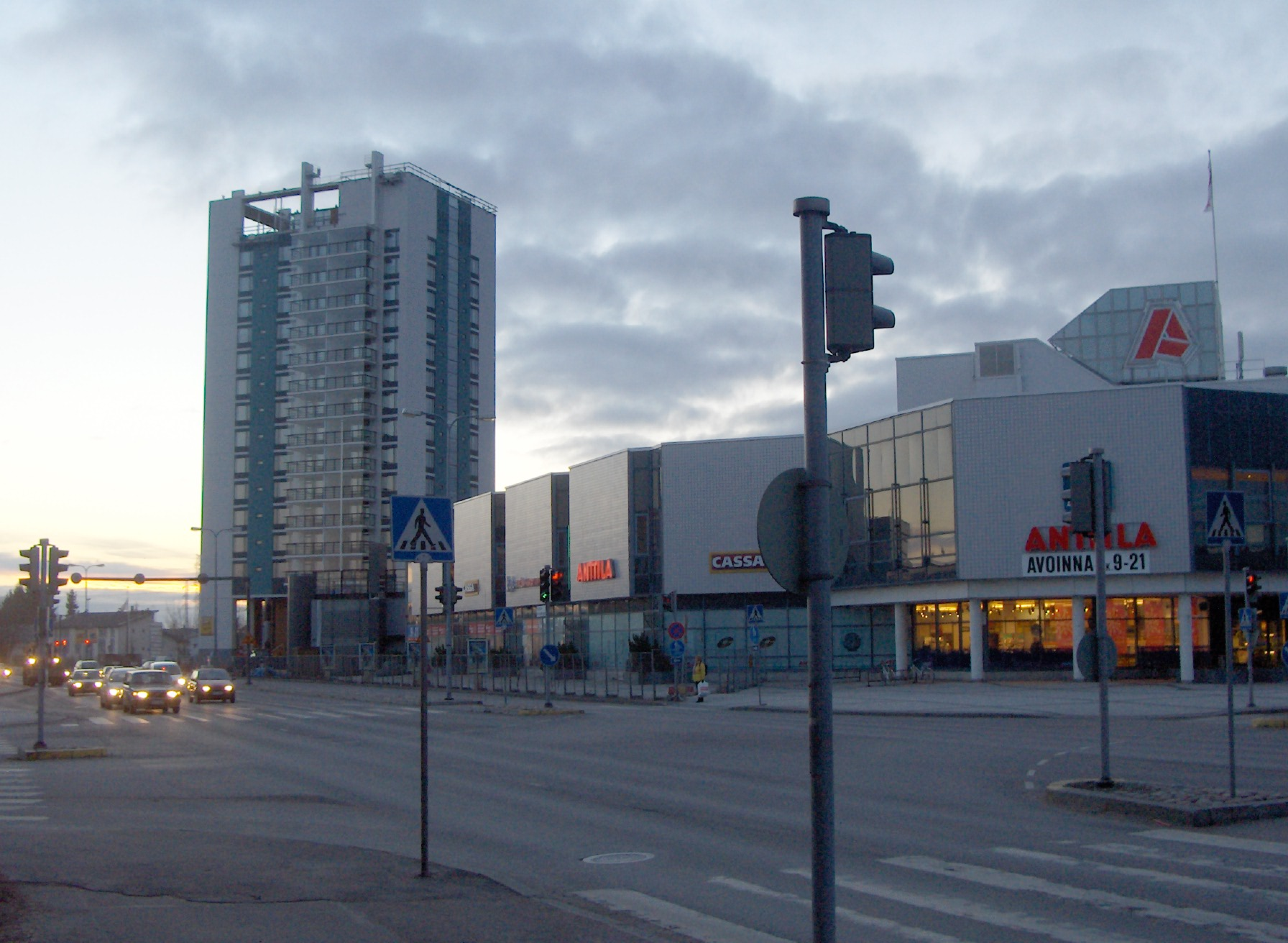
La tour Kielotorni.
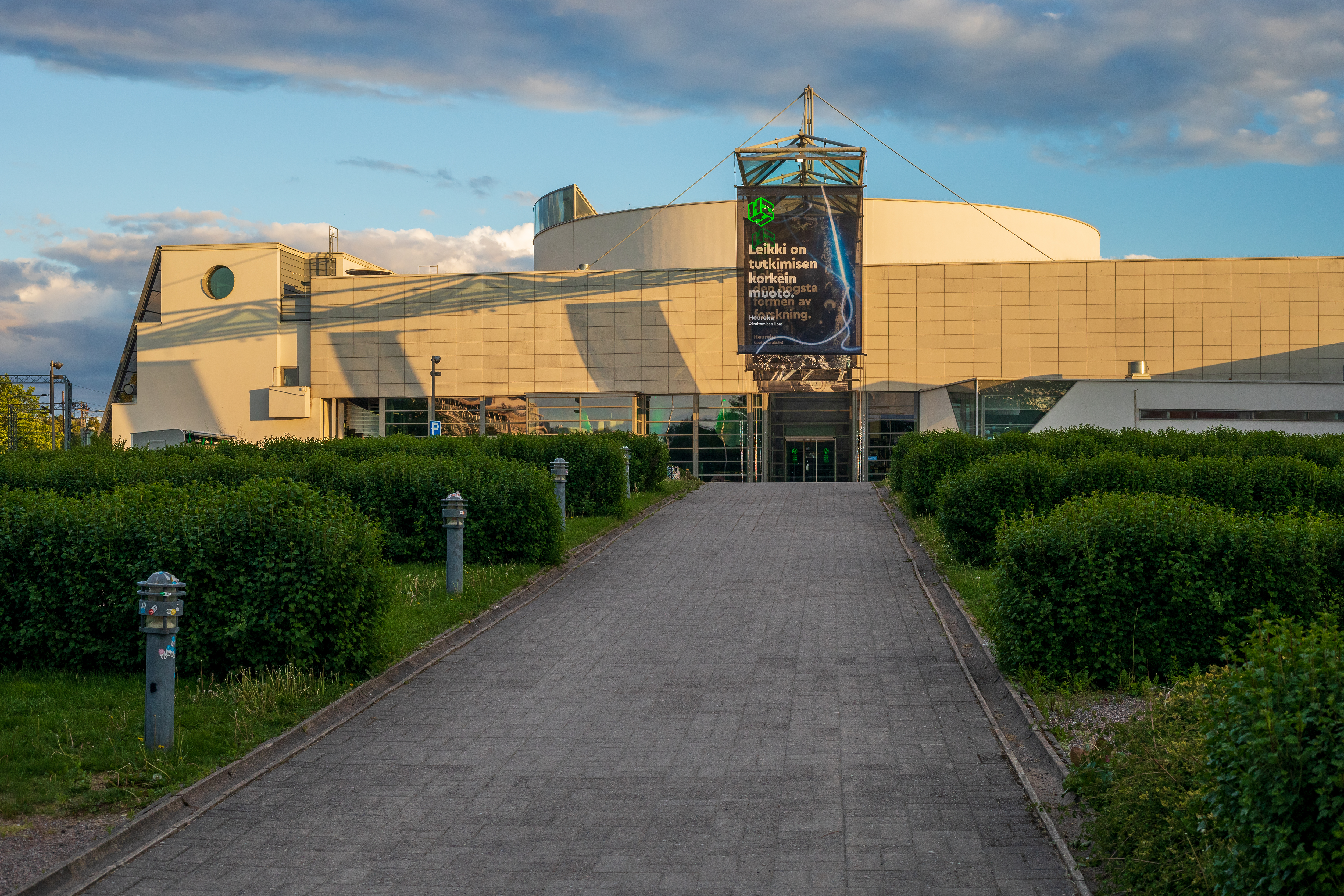
Heureka.
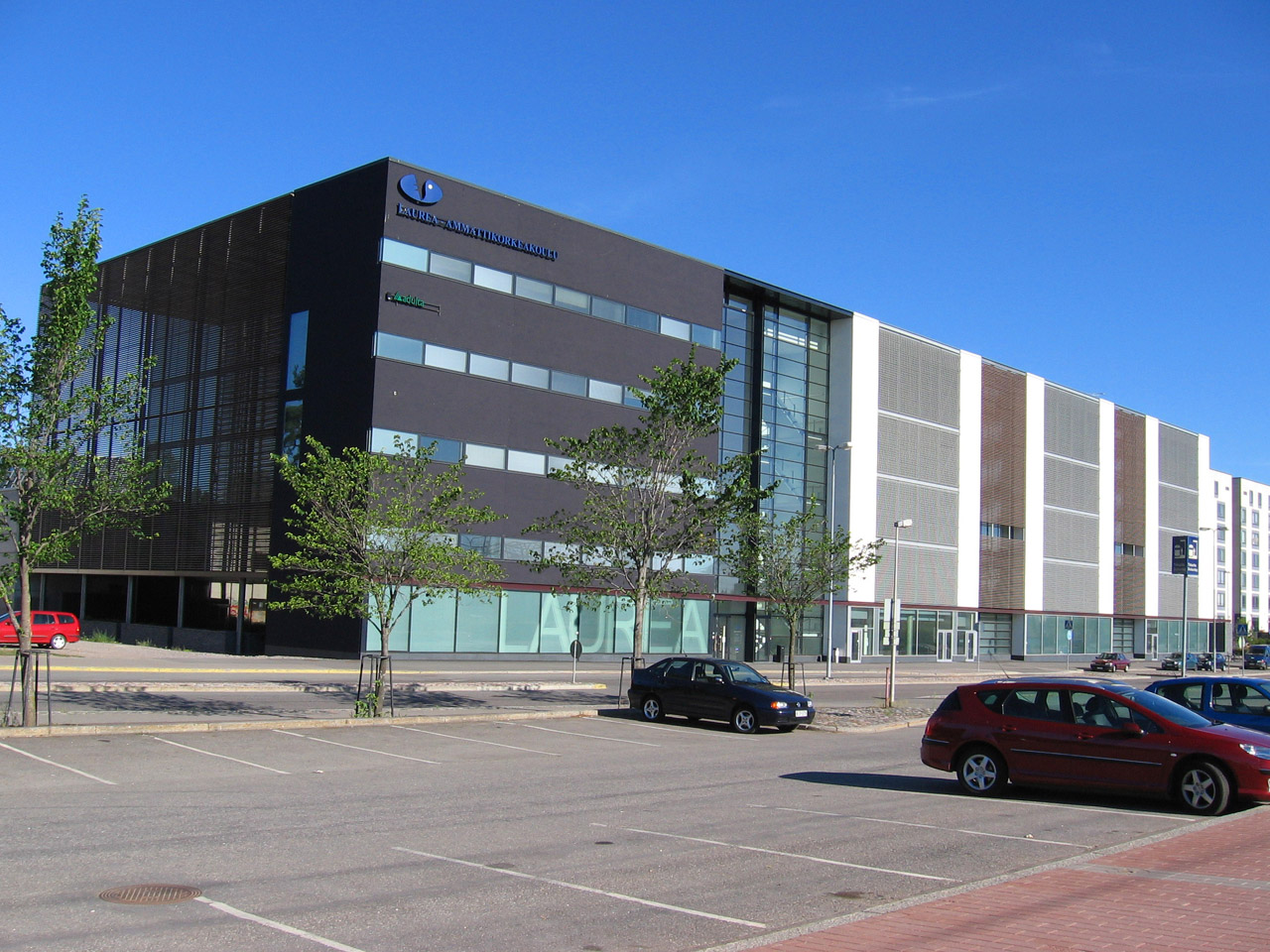
L'université des sciences appliquées Laurea.